# 非日常派對
《非日常派對》是由中國愛奇藝推出的偶像女團競演養成類真人秀節目《青春有你 (第二季)》出道組合THE9做為派對發起人，每週策劃一場趣味十足的主題派對。该节目邀請並帶領多名嘉賓一起遊戲競技，才藝比拼，快樂狂歡。並由《青春有你（第二季）》原班團隊帶領製作。 
节目于2020年9月4日在爱奇艺播映。

## 節目簡介
| 派對框架 |
| -------- |

| 12期12個別出心裁的 派對主題            |
| 為不同主題打造不同 派對場景            |
| 為派對參與者設定不同人物角色和造型裝扮 |

| 視覺上跳脫傳統棚綜，玩的就是年輕人的party氣質 | 視覺上跳脫傳統棚綜，玩的就是年輕人的party氣質 |
| --------------------------------------------- | --------------------------------------------- |

| 主題舞台表演     | 爆笑遊戲挑戰        | 趣味訪談時間         |
| part1            | part2               | part3                |
| 12個超嗨出圈show | 100種大笑不止的遊戲 | 最real最吃瓜的真心話 |

| 節目內花式植入 |
| -------------- |

| LET,S PLAYER花式玩轉品牌植入 強化品牌記憶點 |

| 為金主爸爸 準備好各種花式撩粉絲 |
| ------------------------------- |

| 舞美場景                                                                                       | 使用情節                                                                     | 話題結合                                                                        | 關鍵環節                                                         | 遊戲道具                                |
| ---------------------------------------------------------------------------------------------- | ---------------------------------------------------------------------------- | ------------------------------------------------------------------------------- | ---------------------------------------------------------------- | --------------------------------------- |
| 多元化遊戲背景多處擺放,展現品牌的不同面;品牌元素、品牌色成為遊戲最強應援色,成為觀眾的視覺C位。 | 設置匹配遊戲內容的使用情節,品牌內容高度契合節目遊戲,讓品牌自然融入原生內容。 | 嘉賓聊天話題深度圍繞品牌特點,邊玩邊聊邊種草,品牌特性自然融入聊天語境,花式安利。 | 遊戲關鍵勝負關鍵時刻,品牌獨家環節來見證,定製獨屬品牌的高光時刻。 | 花式展示產品特性,勾起觀眾對產品的興趣。 |

## 節目成員
| 姓名                   | 生日                   | 參與期數               | 備註                   |
| 派對發起人（THE9成員） | 派對發起人（THE9成員） | 派對發起人（THE9成員） | 派對發起人（THE9成員） |
| ---------------------- | ---------------------- | ---------------------- | ---------------------- |
| 劉雨昕 （中心位）      | 1997年4月20日          | 第1－12期              |                        |
| 虞書欣                 | 1995年12月18日         | 第1－12期              |                        |
| 許佳琪                 | 1995年8月27日          | 第1－12期              |                        |
| 喻言                   | 1997年5月26日          | 第1－12期              |                        |
| 謝可寅                 | 1997年1月4日           | 第1－12期              |                        |
| 安崎 （隊長）          | 1996年5月13日          | 第1－12期              |                        |
| 趙小棠                 | 1997年4月2日           | 第1－12期              | [ 註 1 ]               |
| 孔雪兒                 | 1996年4月30日          | 第1－12期              |                        |
| 陸柯燃                 | 1995年11月7日          | 第1－12期              | [ 註 2 ]               |
| 主持人                 |                        |                        |                        |
| 朱桢                   | 1978年11月4日          | 第3－8期、11-12期      | [ 註 3 ]               |
| 飛行嘉賓               |                        |                        |                        |
| 何炅                   | 1974年4月28日          | 第1期                  |                        |
| 郭敬明                 | 1983年6月6日           | 第1、11期              |                        |
| 張雨劍                 | 1990年2月9日           | 第1期                  |                        |
| 張國偉                 | 1991年6月7日           | 第1期                  |                        |
| 鄭希怡                 | 1981年9月6日           | 第2期                  |                        |
| 黃齡                   | 1987年2月13日          | 第2期                  |                        |
| 柳岩                   | 1980年11月8日          | 第2期                  |                        |
| 金星                   | 1967年8月13日          | 第2期                  |                        |
| 王耀慶                 | 1974年7月15日          | 第3期                  |                        |
| 明道                   | 1980年2月26日          | 第3期                  |                        |
| 陈赫                   | 1985年11月9日          | 第3期                  |                        |
| 沙溢                   | 1978年2月15日          | 第4期                  |                        |
| 孟鶴堂                 | 1988年4月26日          | 第4期                  |                        |
| 朱雲峰（烧饼）         | 1991年5月23日          | 第4期                  |                        |
| 黄梦莹                 | 1990年12月6日          | 第5期                  |                        |
| 李晨                   | 1978年11月24日         | 第5期                  |                        |
| 毛晓彤                 | 1988年2月16日          | 第5期                  |                        |
| 肖骁                   | 1989年11月23日         | 第5－6期               |                        |
| 吴昕                   | 1983年1月29日          | 第6期                  |                        |
| 伊能靜                 | 1968年3月4日           | 第6期                  |                        |
| 颜如晶                 | 1991年10月22日         | 第6期                  |                        |
| 秦牛正威               | 1998年8月10日          | 第7期                  |                        |
| 蔡卓宜                 | 1994年4月8日           | 第7期                  |                        |
| 許馨文                 | 1995年3月20日          | 第7期                  |                        |
| 上官喜愛               | 1997年6月8日           | 第7期                  |                        |
| 林凡                   | 1998年10月2日          | 第7期                  |                        |
| 林小宅                 | 1995年9月23日          | 第7期                  |                        |
| SNH48-孫芮             | 1995年7月29日          | 第8期                  |                        |
| 杜海濤                 | 1987年10月28日         | 第8期                  |                        |
| 金靖                   | 1992年12月23日         | 第8期                  |                        |
| 杨迪                   | 1986年4月26日          | 第9期                  |                        |
| 武艺                   | 1990年11月3日          | 第9期                  |                        |
| 秦霄賢                 | 1997年1月5日           | 第9期                  |                        |
| 张继科                 | 1988年2月16日          | 第9期                  |                        |
| 大张伟                 | 1983年8月31日          | 第10期                 |                        |
| 沈凌                   | 1979年11月15日         | 第10期                 |                        |
| 汪蘇瀧                 | 1989年9月17日          | 第10期                 |                        |
| 孫藝洲                 | 1983年10月23日         | 第11期                 |                        |
| 汪鐸                   | 1991年5月21日          | 第11期                 |                        |
| 于朦朧                 | 1988年6月15日          | 第12期                 |                        |
| 邢菲                   | 1994年10月1日          | 第12期                 |                        |
| 任嘉倫                 | 1989年4月11日          | 第12期                 |                        |
| 李誕                   | 1989年10月2日          | 第12期                 |                        |

## 節目內容

### 第一期
| 播出日期 | 9月4日 | 主題 | 同桌派對 | 嘉賓 | 何炅、郭敬明、張雨劍、張國偉 |
| 分組     | 劉雨昕、張國偉 虞書欣、張雨劍 許佳琪、喻言 謝可寅、孔雪兒 安崎、何炅 趙小棠、郭敬明 陸柯燃 | 劉雨昕、張國偉 虞書欣、張雨劍 許佳琪、喻言 謝可寅、孔雪兒 安崎、何炅 趙小棠、郭敬明 陸柯燃 | 劉雨昕、張國偉 虞書欣、張雨劍 許佳琪、喻言 謝可寅、孔雪兒 安崎、何炅 趙小棠、郭敬明 陸柯燃 | 劉雨昕、張國偉 虞書欣、張雨劍 許佳琪、喻言 謝可寅、孔雪兒 安崎、何炅 趙小棠、郭敬明 陸柯燃 | 劉雨昕、張國偉 虞書欣、張雨劍 許佳琪、喻言 謝可寅、孔雪兒 安崎、何炅 趙小棠、郭敬明 陸柯燃 |
| 內容     | - 匹配同桌大戰：講敘同桌故事 音樂停止後,還在線內的同桌的 就可以選擇啦 - 傳氣球挑戰：同時給出同樣的答案,就挑戰成功！ - 擦黑板挑戰：最後留在黑板上名字最多的同桌,就挑戰成功！ - 搶兔大戰：全場兩個假兔,一個真兔 搶到真兔就挑戰成功！ - 派對驚喜舞台：《Promise》(THE9) | - 匹配同桌大戰：講敘同桌故事 音樂停止後,還在線內的同桌的 就可以選擇啦 - 傳氣球挑戰：同時給出同樣的答案,就挑戰成功！ - 擦黑板挑戰：最後留在黑板上名字最多的同桌,就挑戰成功！ - 搶兔大戰：全場兩個假兔,一個真兔 搶到真兔就挑戰成功！ - 派對驚喜舞台：《Promise》(THE9) | - 匹配同桌大戰：講敘同桌故事 音樂停止後,還在線內的同桌的 就可以選擇啦 - 傳氣球挑戰：同時給出同樣的答案,就挑戰成功！ - 擦黑板挑戰：最後留在黑板上名字最多的同桌,就挑戰成功！ - 搶兔大戰：全場兩個假兔,一個真兔 搶到真兔就挑戰成功！ - 派對驚喜舞台：《Promise》(THE9) | - 匹配同桌大戰：講敘同桌故事 音樂停止後,還在線內的同桌的 就可以選擇啦 - 傳氣球挑戰：同時給出同樣的答案,就挑戰成功！ - 擦黑板挑戰：最後留在黑板上名字最多的同桌,就挑戰成功！ - 搶兔大戰：全場兩個假兔,一個真兔 搶到真兔就挑戰成功！ - 派對驚喜舞台：《Promise》(THE9) | - 匹配同桌大戰：講敘同桌故事 音樂停止後,還在線內的同桌的 就可以選擇啦 - 傳氣球挑戰：同時給出同樣的答案,就挑戰成功！ - 擦黑板挑戰：最後留在黑板上名字最多的同桌,就挑戰成功！ - 搶兔大戰：全場兩個假兔,一個真兔 搶到真兔就挑戰成功！ - 派對驚喜舞台：《Promise》(THE9) |
| 結果     | 劉雨昕&張國偉成為值日生 虞書欣&趙小棠、安崎&何炅&陸柯燃成為同桌之魂,同時5人也將為自己的粉絲贏得盲盒大禮 | 劉雨昕&張國偉成為值日生 虞書欣&趙小棠、安崎&何炅&陸柯燃成為同桌之魂,同時5人也將為自己的粉絲贏得盲盒大禮 | 劉雨昕&張國偉成為值日生 虞書欣&趙小棠、安崎&何炅&陸柯燃成為同桌之魂,同時5人也將為自己的粉絲贏得盲盒大禮 | 劉雨昕&張國偉成為值日生 虞書欣&趙小棠、安崎&何炅&陸柯燃成為同桌之魂,同時5人也將為自己的粉絲贏得盲盒大禮 | 劉雨昕&張國偉成為值日生 虞書欣&趙小棠、安崎&何炅&陸柯燃成為同桌之魂,同時5人也將為自己的粉絲贏得盲盒大禮 |

### 第二期
| 播出日期 | 9月10日 | 主題 | Keep It Real | 嘉賓 | 《乘风破浪的姐姐》(黄龄、鄭希怡)、柳岩、金星 |
| 分組     | 孔雪兒、陸柯燃、金星 許佳琪、安崎、柳岩 劉雨昕、謝可寅、鄭希怡 虞書欣、趙小棠、黃齡 喻言 | 孔雪兒、陸柯燃、金星 許佳琪、安崎、柳岩 劉雨昕、謝可寅、鄭希怡 虞書欣、趙小棠、黃齡 喻言 | 孔雪兒、陸柯燃、金星 許佳琪、安崎、柳岩 劉雨昕、謝可寅、鄭希怡 虞書欣、趙小棠、黃齡 喻言 | 孔雪兒、陸柯燃、金星 許佳琪、安崎、柳岩 劉雨昕、謝可寅、鄭希怡 虞書欣、趙小棠、黃齡 喻言 | 孔雪兒、陸柯燃、金星 許佳琪、安崎、柳岩 劉雨昕、謝可寅、鄭希怡 虞書欣、趙小棠、黃齡 喻言 |
| 內容     | - REAL聯盟戰： 1. 通過大象鼻子轉圈,翻過獨木橋 2. 通過battle的方式吸引姐姐們 3. 若姐姐們登台一同跳舞至音樂結束則組隊成功 - REAL大摸底：100秒內提問對方問題,對方需回答最Real的答案,有5秒時間回答 - REAL保衛戰：守護隊需把「公開」盒子裡的球,運到「守護」盒子裡；進攻隊需搶奪「守護」盒子裡的球,放進「公開」盒子裡 - REAL聯盟搶兔大戰：全員穿上道具裝,全場兩個假兔,一個真兔 搶到真兔就挑戰成功！ - 派對驚喜舞台：《無價之姐+Yes! Ok! 》(全員) | - REAL聯盟戰： 1. 通過大象鼻子轉圈,翻過獨木橋 2. 通過battle的方式吸引姐姐們 3. 若姐姐們登台一同跳舞至音樂結束則組隊成功 - REAL大摸底：100秒內提問對方問題,對方需回答最Real的答案,有5秒時間回答 - REAL保衛戰：守護隊需把「公開」盒子裡的球,運到「守護」盒子裡；進攻隊需搶奪「守護」盒子裡的球,放進「公開」盒子裡 - REAL聯盟搶兔大戰：全員穿上道具裝,全場兩個假兔,一個真兔 搶到真兔就挑戰成功！ - 派對驚喜舞台：《無價之姐+Yes! Ok! 》(全員) | - REAL聯盟戰： 1. 通過大象鼻子轉圈,翻過獨木橋 2. 通過battle的方式吸引姐姐們 3. 若姐姐們登台一同跳舞至音樂結束則組隊成功 - REAL大摸底：100秒內提問對方問題,對方需回答最Real的答案,有5秒時間回答 - REAL保衛戰：守護隊需把「公開」盒子裡的球,運到「守護」盒子裡；進攻隊需搶奪「守護」盒子裡的球,放進「公開」盒子裡 - REAL聯盟搶兔大戰：全員穿上道具裝,全場兩個假兔,一個真兔 搶到真兔就挑戰成功！ - 派對驚喜舞台：《無價之姐+Yes! Ok! 》(全員) | - REAL聯盟戰： 1. 通過大象鼻子轉圈,翻過獨木橋 2. 通過battle的方式吸引姐姐們 3. 若姐姐們登台一同跳舞至音樂結束則組隊成功 - REAL大摸底：100秒內提問對方問題,對方需回答最Real的答案,有5秒時間回答 - REAL保衛戰：守護隊需把「公開」盒子裡的球,運到「守護」盒子裡；進攻隊需搶奪「守護」盒子裡的球,放進「公開」盒子裡 - REAL聯盟搶兔大戰：全員穿上道具裝,全場兩個假兔,一個真兔 搶到真兔就挑戰成功！ - 派對驚喜舞台：《無價之姐+Yes! Ok! 》(全員) | - REAL聯盟戰： 1. 通過大象鼻子轉圈,翻過獨木橋 2. 通過battle的方式吸引姐姐們 3. 若姐姐們登台一同跳舞至音樂結束則組隊成功 - REAL大摸底：100秒內提問對方問題,對方需回答最Real的答案,有5秒時間回答 - REAL保衛戰：守護隊需把「公開」盒子裡的球,運到「守護」盒子裡；進攻隊需搶奪「守護」盒子裡的球,放進「公開」盒子裡 - REAL聯盟搶兔大戰：全員穿上道具裝,全場兩個假兔,一個真兔 搶到真兔就挑戰成功！ - 派對驚喜舞台：《無價之姐+Yes! Ok! 》(全員) |
| 結果     | REAL聯盟搶兔大戰環節中孔雪兒&陸柯燃&金星&趙小棠、劉雨昕&謝可寅&鄭希怡獲勝, 同時也為自己的粉絲贏得盲盒大禮 | REAL聯盟搶兔大戰環節中孔雪兒&陸柯燃&金星&趙小棠、劉雨昕&謝可寅&鄭希怡獲勝, 同時也為自己的粉絲贏得盲盒大禮 | REAL聯盟搶兔大戰環節中孔雪兒&陸柯燃&金星&趙小棠、劉雨昕&謝可寅&鄭希怡獲勝, 同時也為自己的粉絲贏得盲盒大禮 | REAL聯盟搶兔大戰環節中孔雪兒&陸柯燃&金星&趙小棠、劉雨昕&謝可寅&鄭希怡獲勝, 同時也為自己的粉絲贏得盲盒大禮 | REAL聯盟搶兔大戰環節中孔雪兒&陸柯燃&金星&趙小棠、劉雨昕&謝可寅&鄭希怡獲勝, 同時也為自己的粉絲贏得盲盒大禮 |

### 第三期
| 播出日期 | 9月17日、18日 | 主題 | 地攤風雲 | 主持人 | 朱楨 |
| 播出日期 | 9月17日、18日 | 主題 | 地攤風雲 | 嘉賓 | 王耀慶、明道、陳赫 |
| 分組     | 投資人：王曜慶、明道、陳赫、朱楨 廣場舞周邊：劉雨昕、虞書欣 佳言美容：許佳琪、喻言 Beat：謝可寅、陸柯燃 髮屋雪：孔雪兒 地攤界頂級櫃姐：安崎、趙小棠 | 投資人：王曜慶、明道、陳赫、朱楨 廣場舞周邊：劉雨昕、虞書欣 佳言美容：許佳琪、喻言 Beat：謝可寅、陸柯燃 髮屋雪：孔雪兒 地攤界頂級櫃姐：安崎、趙小棠 | 投資人：王曜慶、明道、陳赫、朱楨 廣場舞周邊：劉雨昕、虞書欣 佳言美容：許佳琪、喻言 Beat：謝可寅、陸柯燃 髮屋雪：孔雪兒 地攤界頂級櫃姐：安崎、趙小棠 | 投資人：王曜慶、明道、陳赫、朱楨 廣場舞周邊：劉雨昕、虞書欣 佳言美容：許佳琪、喻言 Beat：謝可寅、陸柯燃 髮屋雪：孔雪兒 地攤界頂級櫃姐：安崎、趙小棠 | 投資人：王曜慶、明道、陳赫、朱楨 廣場舞周邊：劉雨昕、虞書欣 佳言美容：許佳琪、喻言 Beat：謝可寅、陸柯燃 髮屋雪：孔雪兒 地攤界頂級櫃姐：安崎、趙小棠 |
| 內容     | - 微笑服務：戴上只能聽到音樂的耳機喊出一句話,讓對方猜出正確答案的同時,必須保持微笑 - 盲推銷考核：攤主在看不到商品的情況下向投資人推銷,投資人下單越多代表越願意投資 - 緣分考驗：投資人通過矇眼按手印,測試和攤主的緣分,手印距離越短表示越有緣分越值得投資 - 搶奶兔大戰：搶到真兔即獲勝,兩隊先派一人上場隔一分鐘各隊可加1人 - 派對驚喜舞台：《斯芬克斯》(THE9) | - 微笑服務：戴上只能聽到音樂的耳機喊出一句話,讓對方猜出正確答案的同時,必須保持微笑 - 盲推銷考核：攤主在看不到商品的情況下向投資人推銷,投資人下單越多代表越願意投資 - 緣分考驗：投資人通過矇眼按手印,測試和攤主的緣分,手印距離越短表示越有緣分越值得投資 - 搶奶兔大戰：搶到真兔即獲勝,兩隊先派一人上場隔一分鐘各隊可加1人 - 派對驚喜舞台：《斯芬克斯》(THE9) | - 微笑服務：戴上只能聽到音樂的耳機喊出一句話,讓對方猜出正確答案的同時,必須保持微笑 - 盲推銷考核：攤主在看不到商品的情況下向投資人推銷,投資人下單越多代表越願意投資 - 緣分考驗：投資人通過矇眼按手印,測試和攤主的緣分,手印距離越短表示越有緣分越值得投資 - 搶奶兔大戰：搶到真兔即獲勝,兩隊先派一人上場隔一分鐘各隊可加1人 - 派對驚喜舞台：《斯芬克斯》(THE9) | - 微笑服務：戴上只能聽到音樂的耳機喊出一句話,讓對方猜出正確答案的同時,必須保持微笑 - 盲推銷考核：攤主在看不到商品的情況下向投資人推銷,投資人下單越多代表越願意投資 - 緣分考驗：投資人通過矇眼按手印,測試和攤主的緣分,手印距離越短表示越有緣分越值得投資 - 搶奶兔大戰：搶到真兔即獲勝,兩隊先派一人上場隔一分鐘各隊可加1人 - 派對驚喜舞台：《斯芬克斯》(THE9) | - 微笑服務：戴上只能聽到音樂的耳機喊出一句話,讓對方猜出正確答案的同時,必須保持微笑 - 盲推銷考核：攤主在看不到商品的情況下向投資人推銷,投資人下單越多代表越願意投資 - 緣分考驗：投資人通過矇眼按手印,測試和攤主的緣分,手印距離越短表示越有緣分越值得投資 - 搶奶兔大戰：搶到真兔即獲勝,兩隊先派一人上場隔一分鐘各隊可加1人 - 派對驚喜舞台：《斯芬克斯》(THE9) |
| 結果     | 緣分考驗中頂級地攤櫃姐&王曜慶組違反規則,故取消該環節成績 搶奶兔打賽環節中佳言美容&明道、Beat&廣場舞周邊獲勝, 佳言美容&明道為自己的粉絲獲得了5個盲盒, Beat&廣場舞周邊獲得了下次免費錄製 | 緣分考驗中頂級地攤櫃姐&王曜慶組違反規則,故取消該環節成績 搶奶兔打賽環節中佳言美容&明道、Beat&廣場舞周邊獲勝, 佳言美容&明道為自己的粉絲獲得了5個盲盒, Beat&廣場舞周邊獲得了下次免費錄製 | 緣分考驗中頂級地攤櫃姐&王曜慶組違反規則,故取消該環節成績 搶奶兔打賽環節中佳言美容&明道、Beat&廣場舞周邊獲勝, 佳言美容&明道為自己的粉絲獲得了5個盲盒, Beat&廣場舞周邊獲得了下次免費錄製 | 緣分考驗中頂級地攤櫃姐&王曜慶組違反規則,故取消該環節成績 搶奶兔打賽環節中佳言美容&明道、Beat&廣場舞周邊獲勝, 佳言美容&明道為自己的粉絲獲得了5個盲盒, Beat&廣場舞周邊獲得了下次免費錄製 | 緣分考驗中頂級地攤櫃姐&王曜慶組違反規則,故取消該環節成績 搶奶兔打賽環節中佳言美容&明道、Beat&廣場舞周邊獲勝, 佳言美容&明道為自己的粉絲獲得了5個盲盒, Beat&廣場舞周邊獲得了下次免費錄製 |

### 第四期
| 播出日期 | 9月24日、25日 | 主題 | 牛仔很忙 | 主持人 | 朱楨 |
| 播出日期 | 9月24日、25日 | 主題 | 牛仔很忙 | 嘉賓 | 沙溢、孟鹤堂、朱雲峰（燒餅） |
| 分組     | 沙溢隊：沙溢、虞書欣、許佳琪、孔雪兒 朱楨隊：朱楨、劉雨昕、喻言 孟鶴堂隊：孟鶴堂、謝可寅、陸柯燃 燒餅隊：燒餅、安崎、趙小棠 | 沙溢隊：沙溢、虞書欣、許佳琪、孔雪兒 朱楨隊：朱楨、劉雨昕、喻言 孟鶴堂隊：孟鶴堂、謝可寅、陸柯燃 燒餅隊：燒餅、安崎、趙小棠 | 沙溢隊：沙溢、虞書欣、許佳琪、孔雪兒 朱楨隊：朱楨、劉雨昕、喻言 孟鶴堂隊：孟鶴堂、謝可寅、陸柯燃 燒餅隊：燒餅、安崎、趙小棠 | 沙溢隊：沙溢、虞書欣、許佳琪、孔雪兒 朱楨隊：朱楨、劉雨昕、喻言 孟鶴堂隊：孟鶴堂、謝可寅、陸柯燃 燒餅隊：燒餅、安崎、趙小棠 | 沙溢隊：沙溢、虞書欣、許佳琪、孔雪兒 朱楨隊：朱楨、劉雨昕、喻言 孟鶴堂隊：孟鶴堂、謝可寅、陸柯燃 燒餅隊：燒餅、安崎、趙小棠 |
| 內容     | - 匹配規則：嘉賓需在THE9當中,挑選組合隊員,誰能夠匹配到最牛的牛仔小隊找到爸爸丟失的赤兔馬,誰就能夠繼承未來的農場,每個環節第一名的小組將獲得關於赤兔馬的線索 - 西北抓馬大賽：戴上網套之後,哪個牛仔小隊能最快抓住馬呢！ - 西北唇語大賽：一個人在牛上喊出一句話,剩下的人戴上只能聽到音樂的耳機猜出正確答案 - 搶奶兔大戰：以兩人三足進行比賽,搶到真兔即獲勝 | - 匹配規則：嘉賓需在THE9當中,挑選組合隊員,誰能夠匹配到最牛的牛仔小隊找到爸爸丟失的赤兔馬,誰就能夠繼承未來的農場,每個環節第一名的小組將獲得關於赤兔馬的線索 - 西北抓馬大賽：戴上網套之後,哪個牛仔小隊能最快抓住馬呢！ - 西北唇語大賽：一個人在牛上喊出一句話,剩下的人戴上只能聽到音樂的耳機猜出正確答案 - 搶奶兔大戰：以兩人三足進行比賽,搶到真兔即獲勝 | - 匹配規則：嘉賓需在THE9當中,挑選組合隊員,誰能夠匹配到最牛的牛仔小隊找到爸爸丟失的赤兔馬,誰就能夠繼承未來的農場,每個環節第一名的小組將獲得關於赤兔馬的線索 - 西北抓馬大賽：戴上網套之後,哪個牛仔小隊能最快抓住馬呢！ - 西北唇語大賽：一個人在牛上喊出一句話,剩下的人戴上只能聽到音樂的耳機猜出正確答案 - 搶奶兔大戰：以兩人三足進行比賽,搶到真兔即獲勝 | - 匹配規則：嘉賓需在THE9當中,挑選組合隊員,誰能夠匹配到最牛的牛仔小隊找到爸爸丟失的赤兔馬,誰就能夠繼承未來的農場,每個環節第一名的小組將獲得關於赤兔馬的線索 - 西北抓馬大賽：戴上網套之後,哪個牛仔小隊能最快抓住馬呢！ - 西北唇語大賽：一個人在牛上喊出一句話,剩下的人戴上只能聽到音樂的耳機猜出正確答案 - 搶奶兔大戰：以兩人三足進行比賽,搶到真兔即獲勝 | - 匹配規則：嘉賓需在THE9當中,挑選組合隊員,誰能夠匹配到最牛的牛仔小隊找到爸爸丟失的赤兔馬,誰就能夠繼承未來的農場,每個環節第一名的小組將獲得關於赤兔馬的線索 - 西北抓馬大賽：戴上網套之後,哪個牛仔小隊能最快抓住馬呢！ - 西北唇語大賽：一個人在牛上喊出一句話,剩下的人戴上只能聽到音樂的耳機猜出正確答案 - 搶奶兔大戰：以兩人三足進行比賽,搶到真兔即獲勝 |
| 結果     | 真正的赤兔馬為頭頂月來的赤兔馬孟鶴堂隊獲得最終勝利同時也為粉絲爭取到了盲盒禮物這些盲盒禮物也將以獲勝隊名義送出 | 真正的赤兔馬為頭頂月來的赤兔馬孟鶴堂隊獲得最終勝利同時也為粉絲爭取到了盲盒禮物這些盲盒禮物也將以獲勝隊名義送出 | 真正的赤兔馬為頭頂月來的赤兔馬孟鶴堂隊獲得最終勝利同時也為粉絲爭取到了盲盒禮物這些盲盒禮物也將以獲勝隊名義送出 | 真正的赤兔馬為頭頂月來的赤兔馬孟鶴堂隊獲得最終勝利同時也為粉絲爭取到了盲盒禮物這些盲盒禮物也將以獲勝隊名義送出 | 真正的赤兔馬為頭頂月來的赤兔馬孟鶴堂隊獲得最終勝利同時也為粉絲爭取到了盲盒禮物這些盲盒禮物也將以獲勝隊名義送出 |

### 第五期
| 播出日期 | 10月1日、2日 | 主題 | 武林大會 | 主持人 | 朱楨 |
| 播出日期 | 10月1日、2日 | 主題 | 武林大會 | 嘉賓 | 黃夢瑩、李晨、毛曉彤、肖驍 |
| 分組     | 重啟門派：李晨、毛曉彤、黃夢瑩、虞書欣、謝可寅、安崎、趙小棠 斯芬克斯門派：朱楨、肖驍、劉雨昕、許佳琪、喻言、孔雪兒、陸柯燃 | 重啟門派：李晨、毛曉彤、黃夢瑩、虞書欣、謝可寅、安崎、趙小棠 斯芬克斯門派：朱楨、肖驍、劉雨昕、許佳琪、喻言、孔雪兒、陸柯燃 | 重啟門派：李晨、毛曉彤、黃夢瑩、虞書欣、謝可寅、安崎、趙小棠 斯芬克斯門派：朱楨、肖驍、劉雨昕、許佳琪、喻言、孔雪兒、陸柯燃 | 重啟門派：李晨、毛曉彤、黃夢瑩、虞書欣、謝可寅、安崎、趙小棠 斯芬克斯門派：朱楨、肖驍、劉雨昕、許佳琪、喻言、孔雪兒、陸柯燃 | 重啟門派：李晨、毛曉彤、黃夢瑩、虞書欣、謝可寅、安崎、趙小棠 斯芬克斯門派：朱楨、肖驍、劉雨昕、許佳琪、喻言、孔雪兒、陸柯燃 |
| 內容     | - 一席之地：第一門派之爭 必定十分精彩,想要成為武林第一門派,你得先有個門派,想組建門派呢,必須在武林中擁有一席之地,誰能夠擁有這一席之地呢,只有7個名額 - 掌門之位爭奪戰：堅持到最後並搶到椅子的英雄就能成為掌門人,沒搶到椅子的英雄,如果挑戰水氣球成功,可以成為掌門之位的爭奪賽 - 門派力量大比拼：派出盲盒運送沙子的英雄和接受沙子的英雄,成功運送沙子更多的門派獲勝 - 搶奶兔大戰：英雄們要在手腳被綑綁的狀況下將奶兔投入指定門洞中,投進次數最多的門派獲勝 - 派對驚喜舞台：《斯芬克斯》(THE9) | - 一席之地：第一門派之爭 必定十分精彩,想要成為武林第一門派,你得先有個門派,想組建門派呢,必須在武林中擁有一席之地,誰能夠擁有這一席之地呢,只有7個名額 - 掌門之位爭奪戰：堅持到最後並搶到椅子的英雄就能成為掌門人,沒搶到椅子的英雄,如果挑戰水氣球成功,可以成為掌門之位的爭奪賽 - 門派力量大比拼：派出盲盒運送沙子的英雄和接受沙子的英雄,成功運送沙子更多的門派獲勝 - 搶奶兔大戰：英雄們要在手腳被綑綁的狀況下將奶兔投入指定門洞中,投進次數最多的門派獲勝 - 派對驚喜舞台：《斯芬克斯》(THE9) | - 一席之地：第一門派之爭 必定十分精彩,想要成為武林第一門派,你得先有個門派,想組建門派呢,必須在武林中擁有一席之地,誰能夠擁有這一席之地呢,只有7個名額 - 掌門之位爭奪戰：堅持到最後並搶到椅子的英雄就能成為掌門人,沒搶到椅子的英雄,如果挑戰水氣球成功,可以成為掌門之位的爭奪賽 - 門派力量大比拼：派出盲盒運送沙子的英雄和接受沙子的英雄,成功運送沙子更多的門派獲勝 - 搶奶兔大戰：英雄們要在手腳被綑綁的狀況下將奶兔投入指定門洞中,投進次數最多的門派獲勝 - 派對驚喜舞台：《斯芬克斯》(THE9) | - 一席之地：第一門派之爭 必定十分精彩,想要成為武林第一門派,你得先有個門派,想組建門派呢,必須在武林中擁有一席之地,誰能夠擁有這一席之地呢,只有7個名額 - 掌門之位爭奪戰：堅持到最後並搶到椅子的英雄就能成為掌門人,沒搶到椅子的英雄,如果挑戰水氣球成功,可以成為掌門之位的爭奪賽 - 門派力量大比拼：派出盲盒運送沙子的英雄和接受沙子的英雄,成功運送沙子更多的門派獲勝 - 搶奶兔大戰：英雄們要在手腳被綑綁的狀況下將奶兔投入指定門洞中,投進次數最多的門派獲勝 - 派對驚喜舞台：《斯芬克斯》(THE9) | - 一席之地：第一門派之爭 必定十分精彩,想要成為武林第一門派,你得先有個門派,想組建門派呢,必須在武林中擁有一席之地,誰能夠擁有這一席之地呢,只有7個名額 - 掌門之位爭奪戰：堅持到最後並搶到椅子的英雄就能成為掌門人,沒搶到椅子的英雄,如果挑戰水氣球成功,可以成為掌門之位的爭奪賽 - 門派力量大比拼：派出盲盒運送沙子的英雄和接受沙子的英雄,成功運送沙子更多的門派獲勝 - 搶奶兔大戰：英雄們要在手腳被綑綁的狀況下將奶兔投入指定門洞中,投進次數最多的門派獲勝 - 派對驚喜舞台：《斯芬克斯》(THE9) |
| 結果     | 斯芬克斯門派獲得了本次的勝利,同時也為自己的粉絲獲得了抽取盲盒的機會 | 斯芬克斯門派獲得了本次的勝利,同時也為自己的粉絲獲得了抽取盲盒的機會 | 斯芬克斯門派獲得了本次的勝利,同時也為自己的粉絲獲得了抽取盲盒的機會 | 斯芬克斯門派獲得了本次的勝利,同時也為自己的粉絲獲得了抽取盲盒的機會 | 斯芬克斯門派獲得了本次的勝利,同時也為自己的粉絲獲得了抽取盲盒的機會 |

### 第六期
| 播出日期 | 10月8日、9日 | 主題 | 新說話 | 主持人 | 朱楨 |
| 播出日期 | 10月8日、9日 | 主題 | 新說話 | 嘉賓 | 肖驍、吴昕、伊能靜、顏如晶 |
| 分組     | 楨能說戰隊：朱楨、劉雨昕、喻言 吳所謂戰隊：吳昕、虞書欣、陸柯燃 伊能接話戰隊：伊能靜、安崎、趙小棠、孔雪兒 肖顏蜜語戰隊：肖驍、顏如晶、許佳琪、謝可寅 | 楨能說戰隊：朱楨、劉雨昕、喻言 吳所謂戰隊：吳昕、虞書欣、陸柯燃 伊能接話戰隊：伊能靜、安崎、趙小棠、孔雪兒 肖顏蜜語戰隊：肖驍、顏如晶、許佳琪、謝可寅 | 楨能說戰隊：朱楨、劉雨昕、喻言 吳所謂戰隊：吳昕、虞書欣、陸柯燃 伊能接話戰隊：伊能靜、安崎、趙小棠、孔雪兒 肖顏蜜語戰隊：肖驍、顏如晶、許佳琪、謝可寅 | 楨能說戰隊：朱楨、劉雨昕、喻言 吳所謂戰隊：吳昕、虞書欣、陸柯燃 伊能接話戰隊：伊能靜、安崎、趙小棠、孔雪兒 肖顏蜜語戰隊：肖驍、顏如晶、許佳琪、謝可寅 | 楨能說戰隊：朱楨、劉雨昕、喻言 吳所謂戰隊：吳昕、虞書欣、陸柯燃 伊能接話戰隊：伊能靜、安崎、趙小棠、孔雪兒 肖顏蜜語戰隊：肖驍、顏如晶、許佳琪、謝可寅 |
| 內容     | - 限定字數割水球：全員坐成一排,第一個搶答的人用一個字回答問題依此類推,答錯字數重複作答或是沒搶到的成員要接受割水球挑戰 - 背後的字：每組每人背後貼一個字或詞可以組成一句話,先猜出對手正確句子的隊伍獲勝 - 搶奶兔大戰：兔子掛在自嗨臺子中,所有成員在自嗨臺上跳舞,音樂停止就可以搶兔,音樂在響起的時候要回到自嗨臺跳舞,跳舞的時候不能搶兔子 - 派對驚喜舞台：《慢慢喜歡你》(THE9) | - 限定字數割水球：全員坐成一排,第一個搶答的人用一個字回答問題依此類推,答錯字數重複作答或是沒搶到的成員要接受割水球挑戰 - 背後的字：每組每人背後貼一個字或詞可以組成一句話,先猜出對手正確句子的隊伍獲勝 - 搶奶兔大戰：兔子掛在自嗨臺子中,所有成員在自嗨臺上跳舞,音樂停止就可以搶兔,音樂在響起的時候要回到自嗨臺跳舞,跳舞的時候不能搶兔子 - 派對驚喜舞台：《慢慢喜歡你》(THE9) | - 限定字數割水球：全員坐成一排,第一個搶答的人用一個字回答問題依此類推,答錯字數重複作答或是沒搶到的成員要接受割水球挑戰 - 背後的字：每組每人背後貼一個字或詞可以組成一句話,先猜出對手正確句子的隊伍獲勝 - 搶奶兔大戰：兔子掛在自嗨臺子中,所有成員在自嗨臺上跳舞,音樂停止就可以搶兔,音樂在響起的時候要回到自嗨臺跳舞,跳舞的時候不能搶兔子 - 派對驚喜舞台：《慢慢喜歡你》(THE9) | - 限定字數割水球：全員坐成一排,第一個搶答的人用一個字回答問題依此類推,答錯字數重複作答或是沒搶到的成員要接受割水球挑戰 - 背後的字：每組每人背後貼一個字或詞可以組成一句話,先猜出對手正確句子的隊伍獲勝 - 搶奶兔大戰：兔子掛在自嗨臺子中,所有成員在自嗨臺上跳舞,音樂停止就可以搶兔,音樂在響起的時候要回到自嗨臺跳舞,跳舞的時候不能搶兔子 - 派對驚喜舞台：《慢慢喜歡你》(THE9) | - 限定字數割水球：全員坐成一排,第一個搶答的人用一個字回答問題依此類推,答錯字數重複作答或是沒搶到的成員要接受割水球挑戰 - 背後的字：每組每人背後貼一個字或詞可以組成一句話,先猜出對手正確句子的隊伍獲勝 - 搶奶兔大戰：兔子掛在自嗨臺子中,所有成員在自嗨臺上跳舞,音樂停止就可以搶兔,音樂在響起的時候要回到自嗨臺跳舞,跳舞的時候不能搶兔子 - 派對驚喜舞台：《慢慢喜歡你》(THE9) |
| 結果     | 吳所謂戰隊獲得了本次比賽的勝利,同時也為自己的粉絲贏得了5個盲盒 | 吳所謂戰隊獲得了本次比賽的勝利,同時也為自己的粉絲贏得了5個盲盒 | 吳所謂戰隊獲得了本次比賽的勝利,同時也為自己的粉絲贏得了5個盲盒 | 吳所謂戰隊獲得了本次比賽的勝利,同時也為自己的粉絲贏得了5個盲盒 | 吳所謂戰隊獲得了本次比賽的勝利,同時也為自己的粉絲贏得了5個盲盒 |

### 第七期
| 播出日期 | 10月15日、16日 | 主題 | 青春有你後傳 | 主持人 | 朱楨 |
| 播出日期 | 10月15日、16日 | 主題 | 青春有你後傳 | 嘉賓 | 秦牛正威、蔡卓宜、許馨文、上官喜愛、林凡、林小宅 |
| 分組     | 切切煩人組合：許佳琪、安崎、林凡 黑魔法組合：虞書欣、林小宅、秦牛正威 蝴蝶鳳凰芭比Girl組合：喻言、謝可寅、許馨文 無名組合：劉雨昕、孔雪兒、蔡卓宜、上官喜愛 | 切切煩人組合：許佳琪、安崎、林凡 黑魔法組合：虞書欣、林小宅、秦牛正威 蝴蝶鳳凰芭比Girl組合：喻言、謝可寅、許馨文 無名組合：劉雨昕、孔雪兒、蔡卓宜、上官喜愛 | 切切煩人組合：許佳琪、安崎、林凡 黑魔法組合：虞書欣、林小宅、秦牛正威 蝴蝶鳳凰芭比Girl組合：喻言、謝可寅、許馨文 無名組合：劉雨昕、孔雪兒、蔡卓宜、上官喜愛 | 切切煩人組合：許佳琪、安崎、林凡 黑魔法組合：虞書欣、林小宅、秦牛正威 蝴蝶鳳凰芭比Girl組合：喻言、謝可寅、許馨文 無名組合：劉雨昕、孔雪兒、蔡卓宜、上官喜愛 | 切切煩人組合：許佳琪、安崎、林凡 黑魔法組合：虞書欣、林小宅、秦牛正威 蝴蝶鳳凰芭比Girl組合：喻言、謝可寅、許馨文 無名組合：劉雨昕、孔雪兒、蔡卓宜、上官喜愛 |
| 內容     | - 鑽兔洞投籃：參賽者要在音樂停止時從指定兔洞鑽出來,然後進行投籃,規定時間內投籃次數最多的組獲勝 - 看準時機吃大餐：在模擬上課的過程中,哪組能在不被老師發現的情況下先吃完大餐就獲勝 - 搶奶兔大戰：每隊6個氣球裡有2隻奶兔,哪組能先找到對方全部奶兔徽章,或者消滅對方全部氣球就獲勝 - 舞蹈複習： 《Lion》（劉雨昕、許佳琪、喻言、安崎、謝可寅、上官喜愛） 《A Little Bit》（劉雨昕、許佳琪、喻言、安崎、謝可寅、上官喜愛、林小宅） 《YES!OK》（全員） | - 鑽兔洞投籃：參賽者要在音樂停止時從指定兔洞鑽出來,然後進行投籃,規定時間內投籃次數最多的組獲勝 - 看準時機吃大餐：在模擬上課的過程中,哪組能在不被老師發現的情況下先吃完大餐就獲勝 - 搶奶兔大戰：每隊6個氣球裡有2隻奶兔,哪組能先找到對方全部奶兔徽章,或者消滅對方全部氣球就獲勝 - 舞蹈複習： 《Lion》（劉雨昕、許佳琪、喻言、安崎、謝可寅、上官喜愛） 《A Little Bit》（劉雨昕、許佳琪、喻言、安崎、謝可寅、上官喜愛、林小宅） 《YES!OK》（全員） | - 鑽兔洞投籃：參賽者要在音樂停止時從指定兔洞鑽出來,然後進行投籃,規定時間內投籃次數最多的組獲勝 - 看準時機吃大餐：在模擬上課的過程中,哪組能在不被老師發現的情況下先吃完大餐就獲勝 - 搶奶兔大戰：每隊6個氣球裡有2隻奶兔,哪組能先找到對方全部奶兔徽章,或者消滅對方全部氣球就獲勝 - 舞蹈複習： 《Lion》（劉雨昕、許佳琪、喻言、安崎、謝可寅、上官喜愛） 《A Little Bit》（劉雨昕、許佳琪、喻言、安崎、謝可寅、上官喜愛、林小宅） 《YES!OK》（全員） | - 鑽兔洞投籃：參賽者要在音樂停止時從指定兔洞鑽出來,然後進行投籃,規定時間內投籃次數最多的組獲勝 - 看準時機吃大餐：在模擬上課的過程中,哪組能在不被老師發現的情況下先吃完大餐就獲勝 - 搶奶兔大戰：每隊6個氣球裡有2隻奶兔,哪組能先找到對方全部奶兔徽章,或者消滅對方全部氣球就獲勝 - 舞蹈複習： 《Lion》（劉雨昕、許佳琪、喻言、安崎、謝可寅、上官喜愛） 《A Little Bit》（劉雨昕、許佳琪、喻言、安崎、謝可寅、上官喜愛、林小宅） 《YES!OK》（全員） | - 鑽兔洞投籃：參賽者要在音樂停止時從指定兔洞鑽出來,然後進行投籃,規定時間內投籃次數最多的組獲勝 - 看準時機吃大餐：在模擬上課的過程中,哪組能在不被老師發現的情況下先吃完大餐就獲勝 - 搶奶兔大戰：每隊6個氣球裡有2隻奶兔,哪組能先找到對方全部奶兔徽章,或者消滅對方全部氣球就獲勝 - 舞蹈複習： 《Lion》（劉雨昕、許佳琪、喻言、安崎、謝可寅、上官喜愛） 《A Little Bit》（劉雨昕、許佳琪、喻言、安崎、謝可寅、上官喜愛、林小宅） 《YES!OK》（全員） |
| 結果     | 看準時間吃大餐環蝴蝶鳳凰芭比Girl組合獲勝,並獲得由小紅書提供的驚喜禮物 切切煩人組合獲得本期的勝利,並且以最強眼力團正式出道,且為自己的粉絲獲得了抽取盲盒的機會 | 看準時間吃大餐環蝴蝶鳳凰芭比Girl組合獲勝,並獲得由小紅書提供的驚喜禮物 切切煩人組合獲得本期的勝利,並且以最強眼力團正式出道,且為自己的粉絲獲得了抽取盲盒的機會 | 看準時間吃大餐環蝴蝶鳳凰芭比Girl組合獲勝,並獲得由小紅書提供的驚喜禮物 切切煩人組合獲得本期的勝利,並且以最強眼力團正式出道,且為自己的粉絲獲得了抽取盲盒的機會 | 看準時間吃大餐環蝴蝶鳳凰芭比Girl組合獲勝,並獲得由小紅書提供的驚喜禮物 切切煩人組合獲得本期的勝利,並且以最強眼力團正式出道,且為自己的粉絲獲得了抽取盲盒的機會 | 看準時間吃大餐環蝴蝶鳳凰芭比Girl組合獲勝,並獲得由小紅書提供的驚喜禮物 切切煩人組合獲得本期的勝利,並且以最強眼力團正式出道,且為自己的粉絲獲得了抽取盲盒的機會 |

### 第八期
| 播出日期 | 10月22日、23日 | 主題 | 派對動物園 | 主持人 | 朱楨 |
| 播出日期 | 10月22日、23日 | 主題 | 派對動物園 | 嘉賓 | SNH48-孫芮、金婧、杜海涛 |
| 分組     | 雞飛狗跳水母飄隊：劉雨昕、謝可寅、孔雪兒 黑鵝狸隊：孫芮、許佳琪、趙小棠 快樂小家族隊：杜海濤、虞書欣、安崎 蛇金小可愛隊：金婧、朱楨、喻言 | 雞飛狗跳水母飄隊：劉雨昕、謝可寅、孔雪兒 黑鵝狸隊：孫芮、許佳琪、趙小棠 快樂小家族隊：杜海濤、虞書欣、安崎 蛇金小可愛隊：金婧、朱楨、喻言 | 雞飛狗跳水母飄隊：劉雨昕、謝可寅、孔雪兒 黑鵝狸隊：孫芮、許佳琪、趙小棠 快樂小家族隊：杜海濤、虞書欣、安崎 蛇金小可愛隊：金婧、朱楨、喻言 | 雞飛狗跳水母飄隊：劉雨昕、謝可寅、孔雪兒 黑鵝狸隊：孫芮、許佳琪、趙小棠 快樂小家族隊：杜海濤、虞書欣、安崎 蛇金小可愛隊：金婧、朱楨、喻言 | 雞飛狗跳水母飄隊：劉雨昕、謝可寅、孔雪兒 黑鵝狸隊：孫芮、許佳琪、趙小棠 快樂小家族隊：杜海濤、虞書欣、安崎 蛇金小可愛隊：金婧、朱楨、喻言 |
| 內容     | - 揭板時間：跟人類談判,動物怎麼能有短版呢!根據導演所出的題目,依個人感覺在題板上,寫出這個短板出現在誰的身上 - 迎面而來的拳頭：隊伍先1vs1 出拳的人手上貼字,出拳的人要保護自己的字不被對方看見;看字的人努力抓住對方的拳頭,並看出拳頭上的字,答對一個字記1分,全部答對記2分,累積分數最高的隊伍獲勝 - 輪到你了：丟手絹升級版,大家頭頂竹籃圍坐一圈,如果沙子撒到你頭上,必須起身追趕灑粉的人,但是只能用競走的方式 追到就可以把對方淘汰,10分鐘後所剩隊員最多的隊伍獲勝 - 抽卡牌搶兔：第一輪每個每個玩家會收到一張牌,必須要抽走右手邊玩家的一張牌,場上一共有一張兔牌兩張炸彈牌,抽牌結束後手中有炸彈牌的玩家淘汰,手中有兔牌的玩家獲勝 - 派對驚喜舞台：《斯芬克斯》（THE9） | - 揭板時間：跟人類談判,動物怎麼能有短版呢!根據導演所出的題目,依個人感覺在題板上,寫出這個短板出現在誰的身上 - 迎面而來的拳頭：隊伍先1vs1 出拳的人手上貼字,出拳的人要保護自己的字不被對方看見;看字的人努力抓住對方的拳頭,並看出拳頭上的字,答對一個字記1分,全部答對記2分,累積分數最高的隊伍獲勝 - 輪到你了：丟手絹升級版,大家頭頂竹籃圍坐一圈,如果沙子撒到你頭上,必須起身追趕灑粉的人,但是只能用競走的方式 追到就可以把對方淘汰,10分鐘後所剩隊員最多的隊伍獲勝 - 抽卡牌搶兔：第一輪每個每個玩家會收到一張牌,必須要抽走右手邊玩家的一張牌,場上一共有一張兔牌兩張炸彈牌,抽牌結束後手中有炸彈牌的玩家淘汰,手中有兔牌的玩家獲勝 - 派對驚喜舞台：《斯芬克斯》（THE9） | - 揭板時間：跟人類談判,動物怎麼能有短版呢!根據導演所出的題目,依個人感覺在題板上,寫出這個短板出現在誰的身上 - 迎面而來的拳頭：隊伍先1vs1 出拳的人手上貼字,出拳的人要保護自己的字不被對方看見;看字的人努力抓住對方的拳頭,並看出拳頭上的字,答對一個字記1分,全部答對記2分,累積分數最高的隊伍獲勝 - 輪到你了：丟手絹升級版,大家頭頂竹籃圍坐一圈,如果沙子撒到你頭上,必須起身追趕灑粉的人,但是只能用競走的方式 追到就可以把對方淘汰,10分鐘後所剩隊員最多的隊伍獲勝 - 抽卡牌搶兔：第一輪每個每個玩家會收到一張牌,必須要抽走右手邊玩家的一張牌,場上一共有一張兔牌兩張炸彈牌,抽牌結束後手中有炸彈牌的玩家淘汰,手中有兔牌的玩家獲勝 - 派對驚喜舞台：《斯芬克斯》（THE9） | - 揭板時間：跟人類談判,動物怎麼能有短版呢!根據導演所出的題目,依個人感覺在題板上,寫出這個短板出現在誰的身上 - 迎面而來的拳頭：隊伍先1vs1 出拳的人手上貼字,出拳的人要保護自己的字不被對方看見;看字的人努力抓住對方的拳頭,並看出拳頭上的字,答對一個字記1分,全部答對記2分,累積分數最高的隊伍獲勝 - 輪到你了：丟手絹升級版,大家頭頂竹籃圍坐一圈,如果沙子撒到你頭上,必須起身追趕灑粉的人,但是只能用競走的方式 追到就可以把對方淘汰,10分鐘後所剩隊員最多的隊伍獲勝 - 抽卡牌搶兔：第一輪每個每個玩家會收到一張牌,必須要抽走右手邊玩家的一張牌,場上一共有一張兔牌兩張炸彈牌,抽牌結束後手中有炸彈牌的玩家淘汰,手中有兔牌的玩家獲勝 - 派對驚喜舞台：《斯芬克斯》（THE9） | - 揭板時間：跟人類談判,動物怎麼能有短版呢!根據導演所出的題目,依個人感覺在題板上,寫出這個短板出現在誰的身上 - 迎面而來的拳頭：隊伍先1vs1 出拳的人手上貼字,出拳的人要保護自己的字不被對方看見;看字的人努力抓住對方的拳頭,並看出拳頭上的字,答對一個字記1分,全部答對記2分,累積分數最高的隊伍獲勝 - 輪到你了：丟手絹升級版,大家頭頂竹籃圍坐一圈,如果沙子撒到你頭上,必須起身追趕灑粉的人,但是只能用競走的方式 追到就可以把對方淘汰,10分鐘後所剩隊員最多的隊伍獲勝 - 抽卡牌搶兔：第一輪每個每個玩家會收到一張牌,必須要抽走右手邊玩家的一張牌,場上一共有一張兔牌兩張炸彈牌,抽牌結束後手中有炸彈牌的玩家淘汰,手中有兔牌的玩家獲勝 - 派對驚喜舞台：《斯芬克斯》（THE9） |
| 結果     | 快樂小家族隊獲得本期的勝利,同時也以自己的名義為粉絲獲得了5個盲盒抽取機會 | 快樂小家族隊獲得本期的勝利,同時也以自己的名義為粉絲獲得了5個盲盒抽取機會 | 快樂小家族隊獲得本期的勝利,同時也以自己的名義為粉絲獲得了5個盲盒抽取機會 | 快樂小家族隊獲得本期的勝利,同時也以自己的名義為粉絲獲得了5個盲盒抽取機會 | 快樂小家族隊獲得本期的勝利,同時也以自己的名義為粉絲獲得了5個盲盒抽取機會 |

### 第九期
| 播出日期 | 10月29日、30日 | 主題 | 金牌特工 | 嘉賓 | 張繼科、秦霄贤、武藝、杨迪 |
| 分組     | 特工隊： 楊迪、張繼科、許佳琪、謝可寅、孔雪兒、趙小棠、安崎 替補特工隊：陸柯燃、秦霄賢、武藝、劉雨昕、虞書欣、喻言 | 特工隊： 楊迪、張繼科、許佳琪、謝可寅、孔雪兒、趙小棠、安崎 替補特工隊：陸柯燃、秦霄賢、武藝、劉雨昕、虞書欣、喻言 | 特工隊： 楊迪、張繼科、許佳琪、謝可寅、孔雪兒、趙小棠、安崎 替補特工隊：陸柯燃、秦霄賢、武藝、劉雨昕、虞書欣、喻言 | 特工隊： 楊迪、張繼科、許佳琪、謝可寅、孔雪兒、趙小棠、安崎 替補特工隊：陸柯燃、秦霄賢、武藝、劉雨昕、虞書欣、喻言 | 特工隊： 楊迪、張繼科、許佳琪、謝可寅、孔雪兒、趙小棠、安崎 替補特工隊：陸柯燃、秦霄賢、武藝、劉雨昕、虞書欣、喻言 |
| 內容     | - 拍泡沫大戰：特工們進行1vs1反應和手速比拼,誰先把泡沫先拍到對方臉上就獲勝,贏的人成為特工,輸的人成為替補特工 - 潑水大戰：兩隊各派出一名成員進行猜拳,獲勝者搶水杯向對方潑水,另一方需搶蓋子阻擋,兩次沒有擋住就淘汰 該隊派出下一人繼續對決 - 色塊佔領大戰：特工隊和替補特工隊各派出2名成員進行對決,參賽者必須按指令將手腳放在相應的色塊上,並保持其他身體部位不落地的姿勢,能堅持到最後的人就算獲勝 - 搶奶兔大戰：當音樂響起時 所有成員必須在自嗨臺上學習舞蹈動作,音樂停止時 必須用手拳頭動作搶奶兔,動作不標準或者音樂響起沒有回到自嗨臺的全員淘汰,規定時間內 搶到真奶兔的隊伍獲勝 - 派對驚喜舞台：《斯芬克斯》（THE9） | - 拍泡沫大戰：特工們進行1vs1反應和手速比拼,誰先把泡沫先拍到對方臉上就獲勝,贏的人成為特工,輸的人成為替補特工 - 潑水大戰：兩隊各派出一名成員進行猜拳,獲勝者搶水杯向對方潑水,另一方需搶蓋子阻擋,兩次沒有擋住就淘汰 該隊派出下一人繼續對決 - 色塊佔領大戰：特工隊和替補特工隊各派出2名成員進行對決,參賽者必須按指令將手腳放在相應的色塊上,並保持其他身體部位不落地的姿勢,能堅持到最後的人就算獲勝 - 搶奶兔大戰：當音樂響起時 所有成員必須在自嗨臺上學習舞蹈動作,音樂停止時 必須用手拳頭動作搶奶兔,動作不標準或者音樂響起沒有回到自嗨臺的全員淘汰,規定時間內 搶到真奶兔的隊伍獲勝 - 派對驚喜舞台：《斯芬克斯》（THE9） | - 拍泡沫大戰：特工們進行1vs1反應和手速比拼,誰先把泡沫先拍到對方臉上就獲勝,贏的人成為特工,輸的人成為替補特工 - 潑水大戰：兩隊各派出一名成員進行猜拳,獲勝者搶水杯向對方潑水,另一方需搶蓋子阻擋,兩次沒有擋住就淘汰 該隊派出下一人繼續對決 - 色塊佔領大戰：特工隊和替補特工隊各派出2名成員進行對決,參賽者必須按指令將手腳放在相應的色塊上,並保持其他身體部位不落地的姿勢,能堅持到最後的人就算獲勝 - 搶奶兔大戰：當音樂響起時 所有成員必須在自嗨臺上學習舞蹈動作,音樂停止時 必須用手拳頭動作搶奶兔,動作不標準或者音樂響起沒有回到自嗨臺的全員淘汰,規定時間內 搶到真奶兔的隊伍獲勝 - 派對驚喜舞台：《斯芬克斯》（THE9） | - 拍泡沫大戰：特工們進行1vs1反應和手速比拼,誰先把泡沫先拍到對方臉上就獲勝,贏的人成為特工,輸的人成為替補特工 - 潑水大戰：兩隊各派出一名成員進行猜拳,獲勝者搶水杯向對方潑水,另一方需搶蓋子阻擋,兩次沒有擋住就淘汰 該隊派出下一人繼續對決 - 色塊佔領大戰：特工隊和替補特工隊各派出2名成員進行對決,參賽者必須按指令將手腳放在相應的色塊上,並保持其他身體部位不落地的姿勢,能堅持到最後的人就算獲勝 - 搶奶兔大戰：當音樂響起時 所有成員必須在自嗨臺上學習舞蹈動作,音樂停止時 必須用手拳頭動作搶奶兔,動作不標準或者音樂響起沒有回到自嗨臺的全員淘汰,規定時間內 搶到真奶兔的隊伍獲勝 - 派對驚喜舞台：《斯芬克斯》（THE9） | - 拍泡沫大戰：特工們進行1vs1反應和手速比拼,誰先把泡沫先拍到對方臉上就獲勝,贏的人成為特工,輸的人成為替補特工 - 潑水大戰：兩隊各派出一名成員進行猜拳,獲勝者搶水杯向對方潑水,另一方需搶蓋子阻擋,兩次沒有擋住就淘汰 該隊派出下一人繼續對決 - 色塊佔領大戰：特工隊和替補特工隊各派出2名成員進行對決,參賽者必須按指令將手腳放在相應的色塊上,並保持其他身體部位不落地的姿勢,能堅持到最後的人就算獲勝 - 搶奶兔大戰：當音樂響起時 所有成員必須在自嗨臺上學習舞蹈動作,音樂停止時 必須用手拳頭動作搶奶兔,動作不標準或者音樂響起沒有回到自嗨臺的全員淘汰,規定時間內 搶到真奶兔的隊伍獲勝 - 派對驚喜舞台：《斯芬克斯》（THE9） |
| 結果     | 替補特工隊獲得本期的勝利,且獲得了真正的秘密情報,做《非日常派對》的藝人安保,同時也以自己的名義為粉絲獲得了5個盲盒抽取機會 特工隊沒有通過這次的考核,需繼續做藝人 | 替補特工隊獲得本期的勝利,且獲得了真正的秘密情報,做《非日常派對》的藝人安保,同時也以自己的名義為粉絲獲得了5個盲盒抽取機會 特工隊沒有通過這次的考核,需繼續做藝人 | 替補特工隊獲得本期的勝利,且獲得了真正的秘密情報,做《非日常派對》的藝人安保,同時也以自己的名義為粉絲獲得了5個盲盒抽取機會 特工隊沒有通過這次的考核,需繼續做藝人 | 替補特工隊獲得本期的勝利,且獲得了真正的秘密情報,做《非日常派對》的藝人安保,同時也以自己的名義為粉絲獲得了5個盲盒抽取機會 特工隊沒有通過這次的考核,需繼續做藝人 | 替補特工隊獲得本期的勝利,且獲得了真正的秘密情報,做《非日常派對》的藝人安保,同時也以自己的名義為粉絲獲得了5個盲盒抽取機會 特工隊沒有通過這次的考核,需繼續做藝人 |

### 第十期
| 播出日期 | 11月5日、6日 | 主題 | 速度派對 | 嘉賓 | 大張偉、沈凌、汪蘇瀧 |
| 分組     | 沈凌車隊：沈凌、喻言、孔雪兒 汪蘇瀧車隊：汪蘇瀧、虞書欣、許佳琪、安崎 大張偉車隊：大張偉、劉雨昕、謝可寅、趙小棠 | 沈凌車隊：沈凌、喻言、孔雪兒 汪蘇瀧車隊：汪蘇瀧、虞書欣、許佳琪、安崎 大張偉車隊：大張偉、劉雨昕、謝可寅、趙小棠 | 沈凌車隊：沈凌、喻言、孔雪兒 汪蘇瀧車隊：汪蘇瀧、虞書欣、許佳琪、安崎 大張偉車隊：大張偉、劉雨昕、謝可寅、趙小棠 | 沈凌車隊：沈凌、喻言、孔雪兒 汪蘇瀧車隊：汪蘇瀧、虞書欣、許佳琪、安崎 大張偉車隊：大張偉、劉雨昕、謝可寅、趙小棠 | 沈凌車隊：沈凌、喻言、孔雪兒 汪蘇瀧車隊：汪蘇瀧、虞書欣、許佳琪、安崎 大張偉車隊：大張偉、劉雨昕、謝可寅、趙小棠 |
| 內容     | - 看圖演講：專注和忍耐力最強者 享有優先被渲機會,THE9成員嘴巴含水,三位領航員在演講時,若有人率先忍不住將水吐出來就失敗 - 倒車入庫：三人同時出發搶一個車位,看哪位賽車手能夠搶先倒車入庫,成功入庫的賽車手可以擁有一把保護傘,2分鐘後領航員用水球進行攻擊,砸中其他隊員加分 砸中自己隊員扣分 - 拍腿叫絕：從第一個人開始跟身邊的人猜拳,贏的人拍輸的人大腿,輸的人被拍時發出聲音就算淘汰 - 搶奶兔大戰：兩支隊伍的賽車手戴上眼罩,兩隊的領航員進行語言指揮,場上只有一隻真兔,3分鐘後搶到真兔的隊伍獲勝 - 派對驚喜舞台：《斯芬克斯》（THE9） | - 看圖演講：專注和忍耐力最強者 享有優先被渲機會,THE9成員嘴巴含水,三位領航員在演講時,若有人率先忍不住將水吐出來就失敗 - 倒車入庫：三人同時出發搶一個車位,看哪位賽車手能夠搶先倒車入庫,成功入庫的賽車手可以擁有一把保護傘,2分鐘後領航員用水球進行攻擊,砸中其他隊員加分 砸中自己隊員扣分 - 拍腿叫絕：從第一個人開始跟身邊的人猜拳,贏的人拍輸的人大腿,輸的人被拍時發出聲音就算淘汰 - 搶奶兔大戰：兩支隊伍的賽車手戴上眼罩,兩隊的領航員進行語言指揮,場上只有一隻真兔,3分鐘後搶到真兔的隊伍獲勝 - 派對驚喜舞台：《斯芬克斯》（THE9） | - 看圖演講：專注和忍耐力最強者 享有優先被渲機會,THE9成員嘴巴含水,三位領航員在演講時,若有人率先忍不住將水吐出來就失敗 - 倒車入庫：三人同時出發搶一個車位,看哪位賽車手能夠搶先倒車入庫,成功入庫的賽車手可以擁有一把保護傘,2分鐘後領航員用水球進行攻擊,砸中其他隊員加分 砸中自己隊員扣分 - 拍腿叫絕：從第一個人開始跟身邊的人猜拳,贏的人拍輸的人大腿,輸的人被拍時發出聲音就算淘汰 - 搶奶兔大戰：兩支隊伍的賽車手戴上眼罩,兩隊的領航員進行語言指揮,場上只有一隻真兔,3分鐘後搶到真兔的隊伍獲勝 - 派對驚喜舞台：《斯芬克斯》（THE9） | - 看圖演講：專注和忍耐力最強者 享有優先被渲機會,THE9成員嘴巴含水,三位領航員在演講時,若有人率先忍不住將水吐出來就失敗 - 倒車入庫：三人同時出發搶一個車位,看哪位賽車手能夠搶先倒車入庫,成功入庫的賽車手可以擁有一把保護傘,2分鐘後領航員用水球進行攻擊,砸中其他隊員加分 砸中自己隊員扣分 - 拍腿叫絕：從第一個人開始跟身邊的人猜拳,贏的人拍輸的人大腿,輸的人被拍時發出聲音就算淘汰 - 搶奶兔大戰：兩支隊伍的賽車手戴上眼罩,兩隊的領航員進行語言指揮,場上只有一隻真兔,3分鐘後搶到真兔的隊伍獲勝 - 派對驚喜舞台：《斯芬克斯》（THE9） | - 看圖演講：專注和忍耐力最強者 享有優先被渲機會,THE9成員嘴巴含水,三位領航員在演講時,若有人率先忍不住將水吐出來就失敗 - 倒車入庫：三人同時出發搶一個車位,看哪位賽車手能夠搶先倒車入庫,成功入庫的賽車手可以擁有一把保護傘,2分鐘後領航員用水球進行攻擊,砸中其他隊員加分 砸中自己隊員扣分 - 拍腿叫絕：從第一個人開始跟身邊的人猜拳,贏的人拍輸的人大腿,輸的人被拍時發出聲音就算淘汰 - 搶奶兔大戰：兩支隊伍的賽車手戴上眼罩,兩隊的領航員進行語言指揮,場上只有一隻真兔,3分鐘後搶到真兔的隊伍獲勝 - 派對驚喜舞台：《斯芬克斯》（THE9） |
| 結果     | 拍腿叫絕環節大張偉車隊}}獲勝,可在最終環節搶奶兔大戰中直接進入決戰輪 汪蘇瀧車隊獲得了本期的勝利,並獲得了最強車隊稱號,且為自己的粉絲贏得了抽取5個盲盒的機會 | 拍腿叫絕環節大張偉車隊}}獲勝,可在最終環節搶奶兔大戰中直接進入決戰輪 汪蘇瀧車隊獲得了本期的勝利,並獲得了最強車隊稱號,且為自己的粉絲贏得了抽取5個盲盒的機會 | 拍腿叫絕環節大張偉車隊}}獲勝,可在最終環節搶奶兔大戰中直接進入決戰輪 汪蘇瀧車隊獲得了本期的勝利,並獲得了最強車隊稱號,且為自己的粉絲贏得了抽取5個盲盒的機會 | 拍腿叫絕環節大張偉車隊}}獲勝,可在最終環節搶奶兔大戰中直接進入決戰輪 汪蘇瀧車隊獲得了本期的勝利,並獲得了最強車隊稱號,且為自己的粉絲贏得了抽取5個盲盒的機會 | 拍腿叫絕環節大張偉車隊}}獲勝,可在最終環節搶奶兔大戰中直接進入決戰輪 汪蘇瀧車隊獲得了本期的勝利,並獲得了最強車隊稱號,且為自己的粉絲贏得了抽取5個盲盒的機會 |

### 第十一期
| 播出日期 | 11月12日、13日 | 主題 | 尋找竖店之星 | 主持人 | 朱楨 |
| 播出日期 | 11月12日、13日 | 主題 | 尋找竖店之星 | 嘉賓 | 郭敬明、孫藝洲、汪鐸 |
| 分組     | 郭敬明隊：郭敬明、劉雨昕、虞書欣 朱楨隊：朱楨、安崎、孔雪兒 孫藝洲隊：孫藝洲、喻言、謝可寅 汪鐸隊：汪鐸、許佳琪、趙小棠 | 郭敬明隊：郭敬明、劉雨昕、虞書欣 朱楨隊：朱楨、安崎、孔雪兒 孫藝洲隊：孫藝洲、喻言、謝可寅 汪鐸隊：汪鐸、許佳琪、趙小棠 | 郭敬明隊：郭敬明、劉雨昕、虞書欣 朱楨隊：朱楨、安崎、孔雪兒 孫藝洲隊：孫藝洲、喻言、謝可寅 汪鐸隊：汪鐸、許佳琪、趙小棠 | 郭敬明隊：郭敬明、劉雨昕、虞書欣 朱楨隊：朱楨、安崎、孔雪兒 孫藝洲隊：孫藝洲、喻言、謝可寅 汪鐸隊：汪鐸、許佳琪、趙小棠 | 郭敬明隊：郭敬明、劉雨昕、虞書欣 朱楨隊：朱楨、安崎、孔雪兒 孫藝洲隊：孫藝洲、喻言、謝可寅 汪鐸隊：汪鐸、許佳琪、趙小棠 |
| 內容     | - 躲避球大戰：大家隨機阻隊,穿好裝備兩兩對抗,攻方扔球 守方躲球,球每粘到守方身上一次記一球,規定時間內身上粘到球最少的獲勝 - 猜人物大賽：每位參賽者頭上都有一張人名牌,參賽者每人可以提一個問題,並且根據其他人給的答案猜測自己頭上的人名牌是誰先猜出來的人獲勝 - 狠角色搶兔遊戲：根據組隊兩兩對抗對抗,雙方隊員在雙腳被綁的情況下爭奪搶下唯一的奶兔,把奶兔踢進對方球門計1分,規定時間內分數高的隊伍獲勝[注意：比賽全程不可用手觸碰奶兔] - 派對驚喜舞台：《斯芬克斯》（THE9） | - 躲避球大戰：大家隨機阻隊,穿好裝備兩兩對抗,攻方扔球 守方躲球,球每粘到守方身上一次記一球,規定時間內身上粘到球最少的獲勝 - 猜人物大賽：每位參賽者頭上都有一張人名牌,參賽者每人可以提一個問題,並且根據其他人給的答案猜測自己頭上的人名牌是誰先猜出來的人獲勝 - 狠角色搶兔遊戲：根據組隊兩兩對抗對抗,雙方隊員在雙腳被綁的情況下爭奪搶下唯一的奶兔,把奶兔踢進對方球門計1分,規定時間內分數高的隊伍獲勝[注意：比賽全程不可用手觸碰奶兔] - 派對驚喜舞台：《斯芬克斯》（THE9） | - 躲避球大戰：大家隨機阻隊,穿好裝備兩兩對抗,攻方扔球 守方躲球,球每粘到守方身上一次記一球,規定時間內身上粘到球最少的獲勝 - 猜人物大賽：每位參賽者頭上都有一張人名牌,參賽者每人可以提一個問題,並且根據其他人給的答案猜測自己頭上的人名牌是誰先猜出來的人獲勝 - 狠角色搶兔遊戲：根據組隊兩兩對抗對抗,雙方隊員在雙腳被綁的情況下爭奪搶下唯一的奶兔,把奶兔踢進對方球門計1分,規定時間內分數高的隊伍獲勝[注意：比賽全程不可用手觸碰奶兔] - 派對驚喜舞台：《斯芬克斯》（THE9） | - 躲避球大戰：大家隨機阻隊,穿好裝備兩兩對抗,攻方扔球 守方躲球,球每粘到守方身上一次記一球,規定時間內身上粘到球最少的獲勝 - 猜人物大賽：每位參賽者頭上都有一張人名牌,參賽者每人可以提一個問題,並且根據其他人給的答案猜測自己頭上的人名牌是誰先猜出來的人獲勝 - 狠角色搶兔遊戲：根據組隊兩兩對抗對抗,雙方隊員在雙腳被綁的情況下爭奪搶下唯一的奶兔,把奶兔踢進對方球門計1分,規定時間內分數高的隊伍獲勝[注意：比賽全程不可用手觸碰奶兔] - 派對驚喜舞台：《斯芬克斯》（THE9） | - 躲避球大戰：大家隨機阻隊,穿好裝備兩兩對抗,攻方扔球 守方躲球,球每粘到守方身上一次記一球,規定時間內身上粘到球最少的獲勝 - 猜人物大賽：每位參賽者頭上都有一張人名牌,參賽者每人可以提一個問題,並且根據其他人給的答案猜測自己頭上的人名牌是誰先猜出來的人獲勝 - 狠角色搶兔遊戲：根據組隊兩兩對抗對抗,雙方隊員在雙腳被綁的情況下爭奪搶下唯一的奶兔,把奶兔踢進對方球門計1分,規定時間內分數高的隊伍獲勝[注意：比賽全程不可用手觸碰奶兔] - 派對驚喜舞台：《斯芬克斯》（THE9） |
| 結果     | 朱楨隊、汪鐸隊獲得了本期的勝利 | 朱楨隊、汪鐸隊獲得了本期的勝利 | 朱楨隊、汪鐸隊獲得了本期的勝利 | 朱楨隊、汪鐸隊獲得了本期的勝利 | 朱楨隊、汪鐸隊獲得了本期的勝利 |

### 第十二期
| 播出日期 | 11月19、20日 | 主題 | 畢業舞會 | 主持人 | 朱楨 |
| 播出日期 | 11月19、20日 | 主題 | 畢業舞會 | 嘉賓 | 于矇矓、邢菲、任嘉倫、李誕 |
| 分組     | 李誕隊：李誕、虞書欣、喻言 任嘉倫隊：任嘉倫、劉雨昕、趙小棠 明日隊：于矇朧、邢菲、安崎、孔雪兒 朱楨隊：朱楨、許佳琪、謝可寅 | 李誕隊：李誕、虞書欣、喻言 任嘉倫隊：任嘉倫、劉雨昕、趙小棠 明日隊：于矇朧、邢菲、安崎、孔雪兒 朱楨隊：朱楨、許佳琪、謝可寅 | 李誕隊：李誕、虞書欣、喻言 任嘉倫隊：任嘉倫、劉雨昕、趙小棠 明日隊：于矇朧、邢菲、安崎、孔雪兒 朱楨隊：朱楨、許佳琪、謝可寅 | 李誕隊：李誕、虞書欣、喻言 任嘉倫隊：任嘉倫、劉雨昕、趙小棠 明日隊：于矇朧、邢菲、安崎、孔雪兒 朱楨隊：朱楨、許佳琪、謝可寅 | 李誕隊：李誕、虞書欣、喻言 任嘉倫隊：任嘉倫、劉雨昕、趙小棠 明日隊：于矇朧、邢菲、安崎、孔雪兒 朱楨隊：朱楨、許佳琪、謝可寅 |
| 內容     | - 蓋章考核： 1. 丟芹菜 2. 心口不一：兩兩進行比賽,從1到5中報數字 手上比的數字和報出的數字一樣則失敗,主要考核反應能力 3. 抽拳剪刀石頭布：兩隻手同時出拳,根據對方的出拳,立即收回一個,三局兩勝,主要考核運氣和反應能力 - 鬥雞大戰：每組每人背後貼字或詞,可以組成一句話,先猜出對手正確句子的隊伍獲勝 - 最後的奶兔：現場一共32張牌,從第一隊開始翻牌 一次翻兩張,翻到一樣的兔子就可以獲得一隻奶兔,翻到不同的兔子要接受懲罰,10分鐘後獲得奶兔最多的隊伍獲勝 - 完美的句號：丟手絹升級版,大家頭頂竹籃圍坐一圈,如果沙子撒到你頭上,必須起身追趕灑粉的人,只能用側腰的方式 追到就可以把對方淘汰,有隊伍隊員全部淘汰時遊戲結束,所剩隊伍最多的隊員獲勝 | - 蓋章考核： 1. 丟芹菜 2. 心口不一：兩兩進行比賽,從1到5中報數字 手上比的數字和報出的數字一樣則失敗,主要考核反應能力 3. 抽拳剪刀石頭布：兩隻手同時出拳,根據對方的出拳,立即收回一個,三局兩勝,主要考核運氣和反應能力 - 鬥雞大戰：每組每人背後貼字或詞,可以組成一句話,先猜出對手正確句子的隊伍獲勝 - 最後的奶兔：現場一共32張牌,從第一隊開始翻牌 一次翻兩張,翻到一樣的兔子就可以獲得一隻奶兔,翻到不同的兔子要接受懲罰,10分鐘後獲得奶兔最多的隊伍獲勝 - 完美的句號：丟手絹升級版,大家頭頂竹籃圍坐一圈,如果沙子撒到你頭上,必須起身追趕灑粉的人,只能用側腰的方式 追到就可以把對方淘汰,有隊伍隊員全部淘汰時遊戲結束,所剩隊伍最多的隊員獲勝 | - 蓋章考核： 1. 丟芹菜 2. 心口不一：兩兩進行比賽,從1到5中報數字 手上比的數字和報出的數字一樣則失敗,主要考核反應能力 3. 抽拳剪刀石頭布：兩隻手同時出拳,根據對方的出拳,立即收回一個,三局兩勝,主要考核運氣和反應能力 - 鬥雞大戰：每組每人背後貼字或詞,可以組成一句話,先猜出對手正確句子的隊伍獲勝 - 最後的奶兔：現場一共32張牌,從第一隊開始翻牌 一次翻兩張,翻到一樣的兔子就可以獲得一隻奶兔,翻到不同的兔子要接受懲罰,10分鐘後獲得奶兔最多的隊伍獲勝 - 完美的句號：丟手絹升級版,大家頭頂竹籃圍坐一圈,如果沙子撒到你頭上,必須起身追趕灑粉的人,只能用側腰的方式 追到就可以把對方淘汰,有隊伍隊員全部淘汰時遊戲結束,所剩隊伍最多的隊員獲勝 | - 蓋章考核： 1. 丟芹菜 2. 心口不一：兩兩進行比賽,從1到5中報數字 手上比的數字和報出的數字一樣則失敗,主要考核反應能力 3. 抽拳剪刀石頭布：兩隻手同時出拳,根據對方的出拳,立即收回一個,三局兩勝,主要考核運氣和反應能力 - 鬥雞大戰：每組每人背後貼字或詞,可以組成一句話,先猜出對手正確句子的隊伍獲勝 - 最後的奶兔：現場一共32張牌,從第一隊開始翻牌 一次翻兩張,翻到一樣的兔子就可以獲得一隻奶兔,翻到不同的兔子要接受懲罰,10分鐘後獲得奶兔最多的隊伍獲勝 - 完美的句號：丟手絹升級版,大家頭頂竹籃圍坐一圈,如果沙子撒到你頭上,必須起身追趕灑粉的人,只能用側腰的方式 追到就可以把對方淘汰,有隊伍隊員全部淘汰時遊戲結束,所剩隊伍最多的隊員獲勝 | - 蓋章考核： 1. 丟芹菜 2. 心口不一：兩兩進行比賽,從1到5中報數字 手上比的數字和報出的數字一樣則失敗,主要考核反應能力 3. 抽拳剪刀石頭布：兩隻手同時出拳,根據對方的出拳,立即收回一個,三局兩勝,主要考核運氣和反應能力 - 鬥雞大戰：每組每人背後貼字或詞,可以組成一句話,先猜出對手正確句子的隊伍獲勝 - 最後的奶兔：現場一共32張牌,從第一隊開始翻牌 一次翻兩張,翻到一樣的兔子就可以獲得一隻奶兔,翻到不同的兔子要接受懲罰,10分鐘後獲得奶兔最多的隊伍獲勝 - 完美的句號：丟手絹升級版,大家頭頂竹籃圍坐一圈,如果沙子撒到你頭上,必須起身追趕灑粉的人,只能用側腰的方式 追到就可以把對方淘汰,有隊伍隊員全部淘汰時遊戲結束,所剩隊伍最多的隊員獲勝 |
| 結果     | 最後的奶兔環節 朱楨隊獲得了本期的勝利,並為自己的粉絲贏得了5個盲盒 | 最後的奶兔環節 朱楨隊獲得了本期的勝利,並為自己的粉絲贏得了5個盲盒 | 最後的奶兔環節 朱楨隊獲得了本期的勝利,並為自己的粉絲贏得了5個盲盒 | 最後的奶兔環節 朱楨隊獲得了本期的勝利,並為自己的粉絲贏得了5個盲盒 | 最後的奶兔環節 朱楨隊獲得了本期的勝利,並為自己的粉絲贏得了5個盲盒 |

## 播出時間
| 頻道   | 播放國家 | 播映日期     | 播出時間 | 播出時間 | 播出時間        |
| ------ | -------- | ------------ | -------- | -------- | --------------- |
| 愛奇藝 | 中国大陆 | 2020年9月4日 | 會員     | 上期     | 每週四中午12:00 |
| 愛奇藝 | 中国大陆 | 2020年9月4日 | 會員     | 下期     | 每週五中午12:00 |
| 愛奇藝 | 中国大陆 | 2020年9月4日 | 非會員   | 上期     | 每週五中午12:00 |
| 愛奇藝 | 中国大陆 | 2020年9月4日 | 非會員   | 下期     | 每週六中午12:00 |

## 外部連結
- 《非日常派对》爱奇艺专页（简体中文）
- 《非日常派对》爱奇艺台湾站专页（繁體中文）

- 愛奇藝非日常派對的新浪微博
- THE9的新浪微博
- 豆瓣电影上《非日常派對》的資料 （简体中文）